# Tāzeh Kand-e Jadīd
Tāzeh Kand-e Jadīd (persiska: تازه كند جدید) är en ort i Iran.   Den ligger i provinsen Ardabil, i den nordvästra delen av landet, 500 km nordväst om huvudstaden Teheran. Tāzeh Kand-e Jadīd ligger 60 meter över havet och antalet invånare är 748.
Terrängen runt Tāzeh Kand-e Jadīd är platt, och sluttar norrut. Runt Tāzeh Kand-e Jadīd är det ganska tätbefolkat, med 93 invånare per kvadratkilometer. Närmaste större samhälle är Pārsābād, 12,5 km nordväst om Tāzeh Kand-e Jadīd. Trakten runt Tāzeh Kand-e Jadīd består till största delen av jordbruksmark.